# Carex
Laîche, Carex
Pour les articles homonymes, voir Carex (homonymie).
Genre
Classification GRIN
Répartition géographique
Carex (du grec kairo, « couper », allusion aux feuilles finement dentées sur les bords, pouvant couper la peau de la main lorsqu'elle glisse dessus, et autres significations) est un genre de plantes herbacées de la famille des Cyperaceae. Ses espèces sont appelées communément en français Carex ou Laîches (ou Laiches), parfois (en Amérique du Nord) Foins coupants, Rouches ou Rouchettes ; beaucoup croissent dans les zones humides (marais, tourbières, bordures de rivières et d'étangs, fossés, etc.), dans les régions froides à tempérées.
La cariçaie est le nom donné à une formation végétale dominée ou structurée par une ou des espèces du genre Carex.

## Description

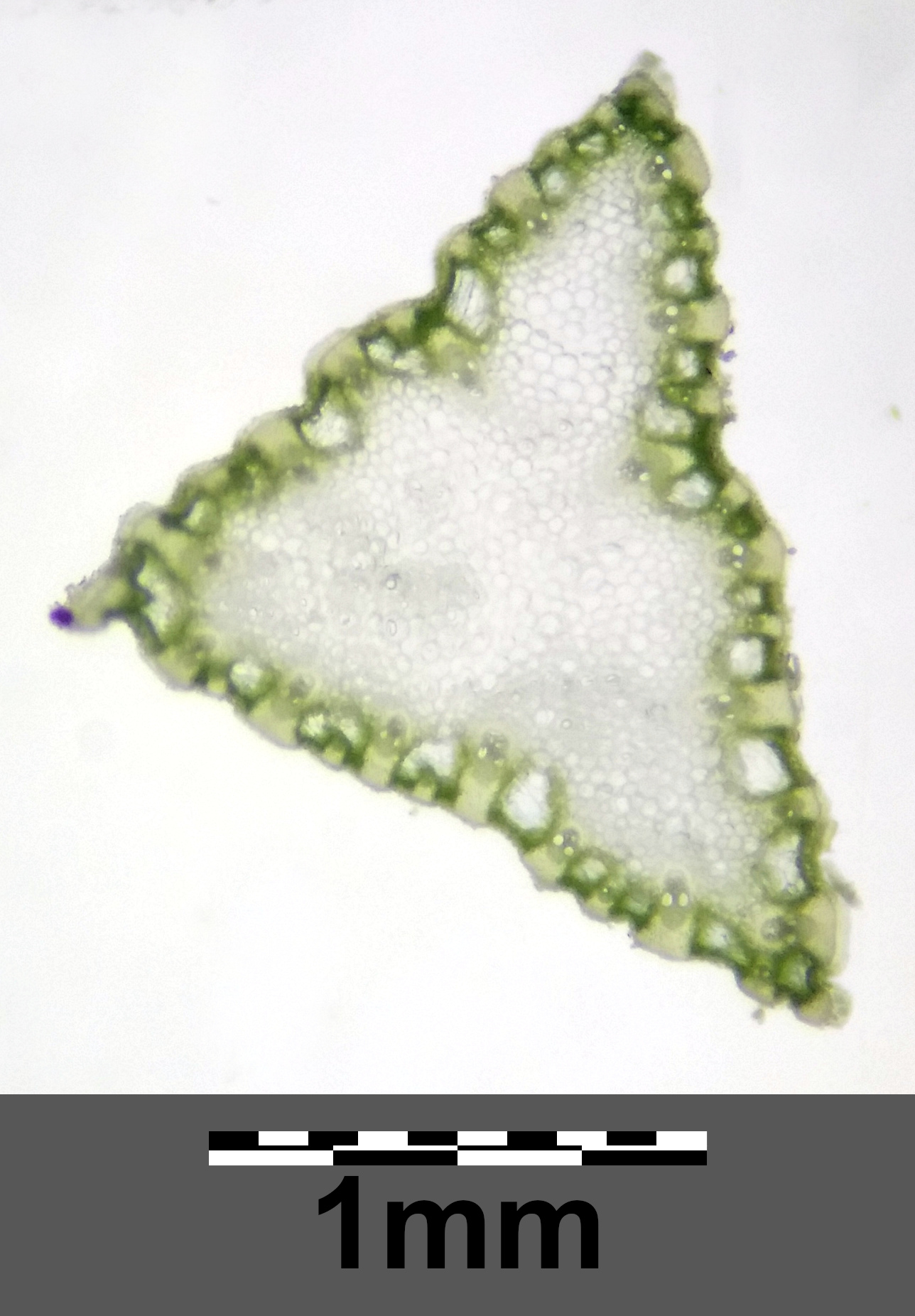
Coupe transversale d'une tige de Carex elata.

Ces plantes croissent en colonies (développement de rhizomes longs) ou en touffes (développement de rhizomes courts). Lorsque ces touffes forment des petits monticules on les appelles des « touradons ». Les laîches peuvent parfois dominer le paysage sur de grandes étendues (notamment dans les bas-marais). Leur taille peut être très variable : de quelques centimètres à plusieurs décimètres. Leurs feuilles sont souvent coupantes, et leurs tiges présentent souvent une section plus ou moins triangulaire.

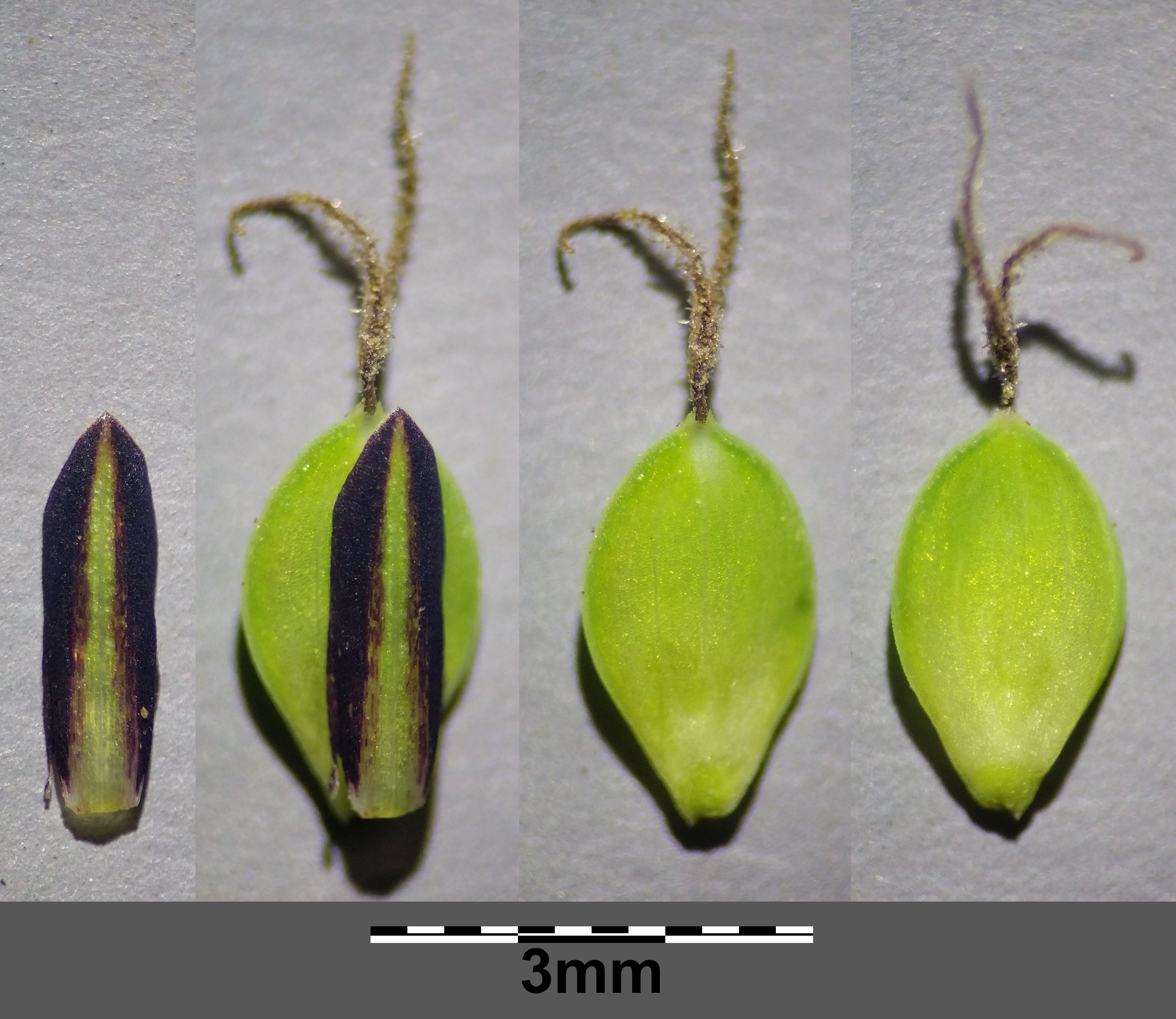
Fleur de Carex elata : bractée, utricule et bractée, utricules seules.

Les fleurs sont petites, souvent vertes parfois mêlé de brun, unisexuées, protégées par une seule écaille appelée bractée. Elles sont groupées en épis, souvent eux aussi unisexués, mais sur des plants monoïques.
Les fruits sont des akènes (fruits secs, indéhiscents), de forme plus ou moins lenticulaire lorsque la fleur présente deux stigmates ou sphérique-trigone lorsque la fleur présente trois stigmates. Chaque akène est protégé au sein de l'ovaire, lui aussi indéhiscent, et appelé « utricule », dont la forme épouse celle de l'akène. L'utricule est souvent prolongé par un bec plus ou moins court ou long, parfois bidenté, duquel sortent les pièces reproductrices lors de la floraison.

## Étymologie
« Carex » vient « du latin carere, manquer : épi supérieur ordinairement mâle et manquant de graines ; ou du grec cairô, je coupe, ou bien encore carax, fossé : plantes souvent à feuilles coupantes et croissant dans les fossés (Coste) ».

## Confusions
Comme la plupart des plantes communément regroupées sous l'appellation d'herbe (appartenant principalement aux trois grandes familles des Graminées ou Poacées, des Cypéracées et des Joncacées), les laîches sont souvent confondus par les non initiés avec de nombreuses autres plantes.
Les principales différences entre les laîches, les roseaux et les joncs sont :

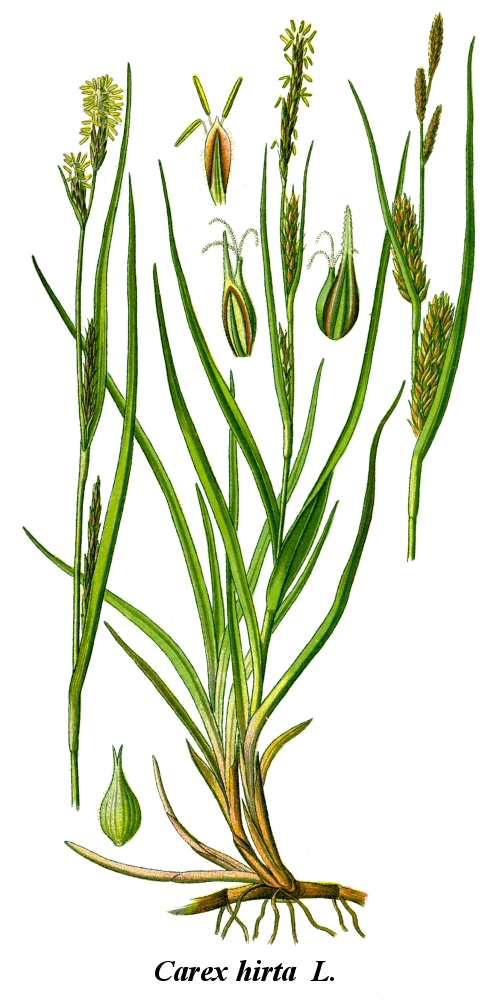
Laîche : fleurs unisexuées, avec une seule écaille de protection  (bractée), rassemblées en épis, feuille plate, souvent coupante et pliée longitudinalement, tige souvent à trois angles (surtout à la base), sans nœud.
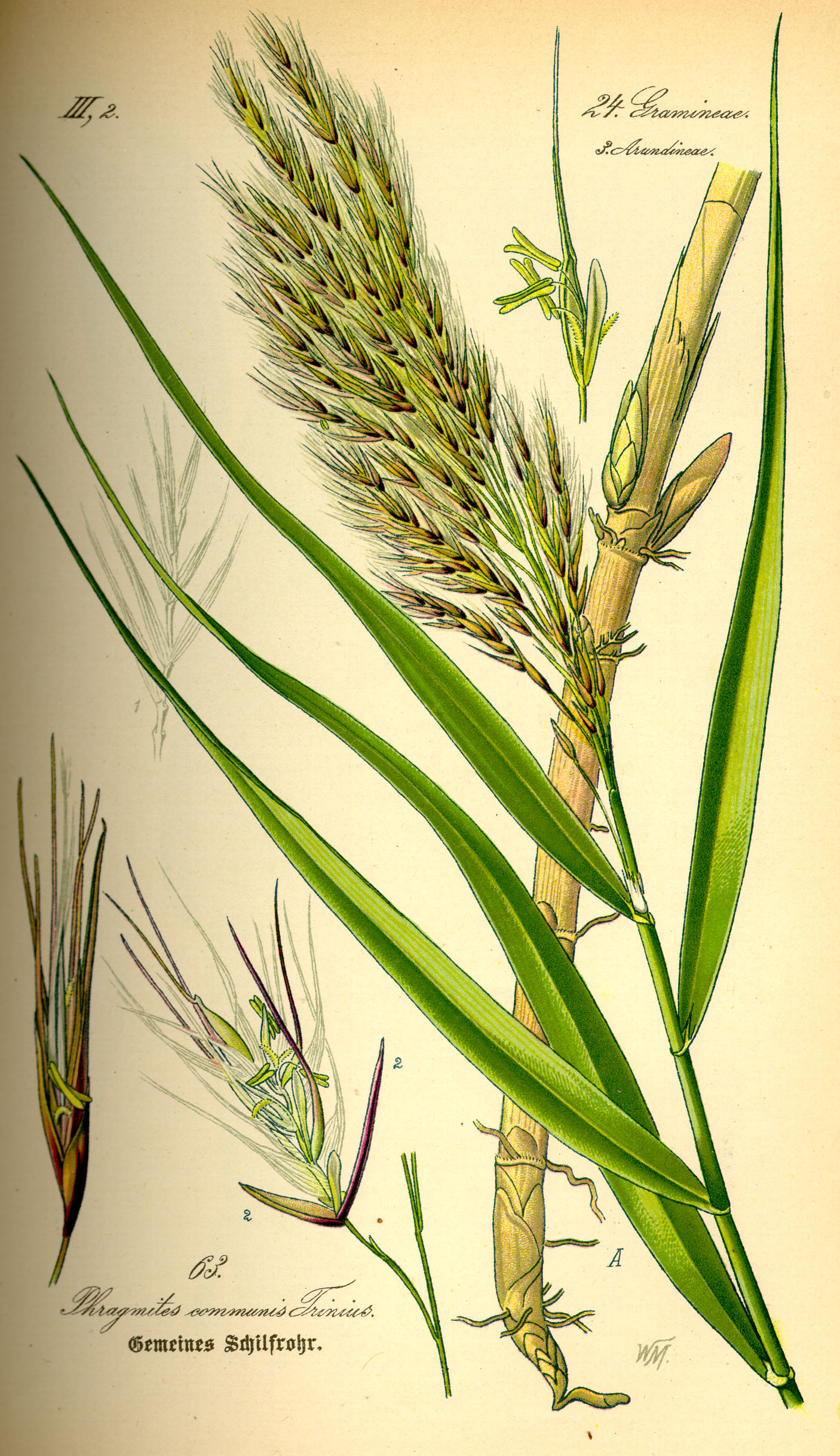
Roseau : fleur souvent hermaphrodite, plus rarement unisexuées, à deux écailles de protection (glumes), feuille coupante souvent perpendiculaire à la tige ronde, creuse[5], présentant des nœuds, panicule terminale plumeuse.
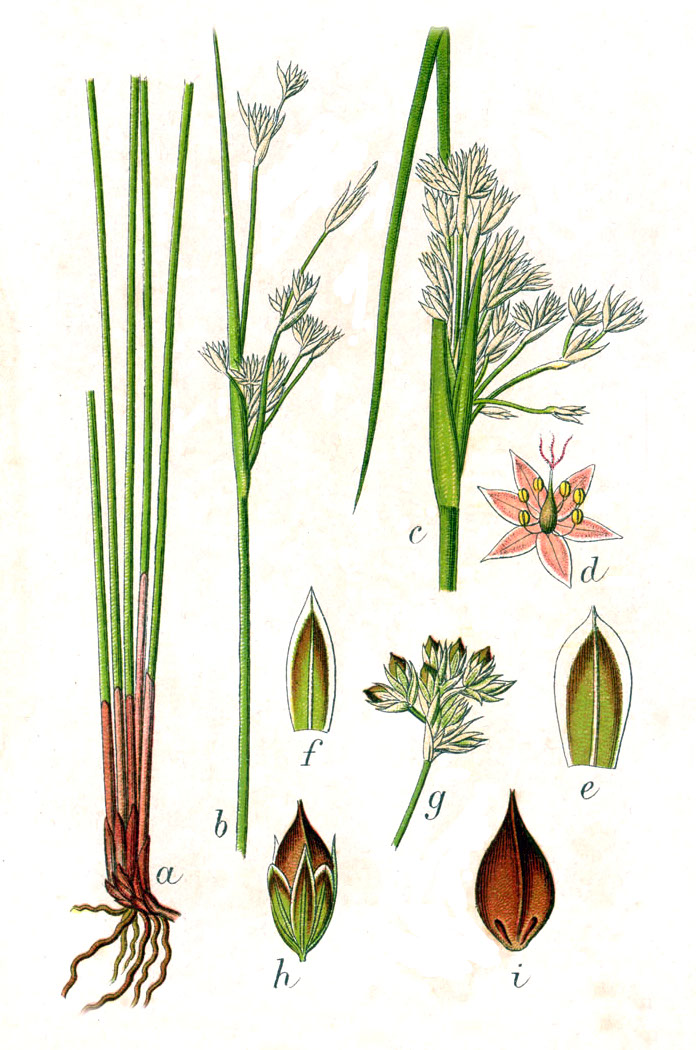
Jonc : fleurs toujours hermaphrodites, à 2 × 3 écailles de protection (tépales) réunies en panicule +/- lâche ou dense, latérale, feuille plate ou cylindrique réduite en gaine foliaire, tige ronde, sans nœud.

Les massettes (genre Typha) semblent également communément confondues avec les laîches. C'est tout du moins ce que suggère l'utilisation du terme « laîche » pour désigner Typha latifolia.

## Carex et méthane
Les carex (avec les joncs et les molinies) comptent parmi les rares plantes dont le système racinaire est bien adapté aux sols asphyxiés et tassés ou gorgés d'eau, éventuellement acides.
Ils semblent jouer un rôle biogéochimique particulier, au moins dans les vases (riches en matières organiques et sources de méthane) et dans les zones de toundra humide sur pergélisol (également source de méthane, notamment en présence de phénomènes thermokarstiques).
Les carex peuvent — comme d'autres plantes — faciliter le largage de méthane par le sol grâce à leurs racines qui décolmatent le substrat. Mais ils pourraient aussi directement absorber du CH4 (par diffusion gazeuse au travers des racines et de la plante) puis le relarguer dans l'atmosphère, via les stomates,. Des chercheurs ont aussi inséré dans le sol des tubes de caoutchouc de silicone perméable aux gaz, qui semblent être des analogues raisonnables pour décrire le processus physique de « diffusion gazeuse à travers les plantes ». Ce phénomène a aussi été observé chez d'autres graminées semi-aquatiques capables de pousser dans la vase, dont le riz. Ceci pourrait au moins partiellement expliquer les différences diurnes/nocturnes observées dans les émissions de méthane.

## Les espèces
On reconnaît actuellement plus de 1 950 espèces dans ce genre, auxquelles il faut ajouter maintes sous-espèces et variétés.
Parmi ces espèces, certaines sont plus connues que d'autres :
- Carex arenaria L. — Laîche des sables
- Carex alba Scop. — Laîche blanche
- Carex bohemica Schreb. — Laîche souchet
- Carex capillaris L. — Laîche capillaire
- Carex flacca
- Carex halleriana Asso
- Carex pendula Huds. — Laîche à épis pendants
- Carex pulicaris L. — Laîche puce
- Carex pseudocyperus L. — Laîche faux souchet
- Carex sylvatica Huds. — Laîche des bois
- Carex viridula Michx. — Laîche tardive
- Carex vulpina L. — Laîche des renards

D'autres sont des espèces que l'on sait en danger :
- Carex azuayae Steyerm.
- Carex dioica L. — Laîche dioïque
- Carex lepida Boott
- Carex ligerica (laîche de la Loire) Gay
- Carex sodiroi Kük.
- Carex tessellata Spruce ex C.B.Clarke
- Carex thouarsii Carmich.
- Carex toreadora Steyerm.

Une centaine d'espèces de carex croissent en France.

## Utilisations
Les laîches font l'objet d'usages variés, notamment comme plantes ornementales, aliments pour bétail et sources de fibres pour l'élaboration de divers objets comme des cordes, des paniers, des tapis, etc.
La Laîche pendante (Carex pendula) fait l'objet de recherches pour son emploi en dépollution des sols.
La Laîche hérissée (Carex hirta) fait l'objet de recherches en production de bio-électricité.
La Laîche à deux épis (Carex distachya) fait l'objet de recherches pour la production d'antioxydants.
Carex wahuensis fait l'objet de recherches pour son usage dans des toitures végétalisées à Hawaï.
Certaines espèces de laîche pourraient avoir été utilisées traditionnellement pour le paillage des assises des sièges[réf. nécessaire]. En Espagne, c'est plutôt un autre genre de plante herbacée des zones humide qui est traditionnellement employée à cette fin : les massettes (en espagnol : espadaña ou enea).
En Italie, la Laîche distante (Carex distans) est une des espèces utilisée pour confectionner des paniers pour mouler le fromage.
Le fromage livarot est traditionnellement cerclé avec des « laîches », néanmoins ce nom désigne en l’occurrence la massette (Typha sp.) et non des espèces du genre Carex,.
Au Japon on les utilise pour confectionner les chapeaux de paysan en forme d'assiette creuse[réf. nécessaire].
En Indonésie certains Carex sont utilisés comme couverture de toiture.